# ماتياس ليتشنر
ماتياس ليتشنر (بالألمانية: Matthias Lechner)‏ هو مخرج فني ألماني، ولد في 27 فبراير 1970 في ألمانيا.

## وصلات خارجية
- ماتياس ليتشنر على موقع IMDb (الإنجليزية)
- ماتياس ليتشنر على موقع قاعدة بيانات الفيلم (الإنجليزية)